# Cantone di Saint-Bonnet-de-Joux
Il Cantone di Saint-Bonnet-de-Joux era una divisione amministrativa dell'arrondissement di Charolles.
È stato soppresso a seguito della riforma complessiva dei cantoni del 2014, che è entrata in vigore con le elezioni dipartimentali del 2015.
Comprendeva i comuni di:
- Beaubery
- Chiddes
- Mornay
- Pressy-sous-Dondin
- Saint-Bonnet-de-Joux
- Sivignon
- Suin
- Verosvres